# 2-Ketoarginin metiltransferaza
2-Ketoarginin metiltransferaza (EC 2.1.1.243, mrsA (gen)) je enzim sa sistematskim imenom S-adenozil--metionin:5-karbamimidamido-2-oksopentanoat S-metiltransferaza. Ovaj enzim katalizuje sledeću hemijsku reakciju
-adenozil--metionin + 5-guanidino-2-oksopentanoat {\displaystyle \rightleftharpoons } -adenozil-L-homocistein + 5-guanidino-3-metil-2-oksopentanoat
Ovaj enzim učestvuje u produkciji retke aminokiseline 3-metilarginina, koju koristi epifitna bakterija Pseudomonas syringae pv. Syringae kao antibiotik protiv srodnih patogenih vrsta Pseudomonas syringae pv. Glicina.

## Literatura
- Nicholas C. Price; Lewis Stevens (1999). Fundamentals of Enzymology: The Cell and Molecular Biology of Catalytic Proteins (Third изд.). USA: Oxford University Press. ISBN 019850229X.
- Eric J. Toone (2006). Advances in Enzymology and Related Areas of Molecular Biology, Protein Evolution (Volume 75 изд.). Wiley-Interscience. ISBN 0471205036.
- Branden C; Tooze J. Introduction to Protein Structure. New York, NY: Garland Publishing. ISBN 0-8153-2305-0.
- Irwin H. Segel. Enzyme Kinetics: Behavior and Analysis of Rapid Equilibrium and Steady-State Enzyme Systems (Book 44 изд.). Wiley Classics Library. ISBN 0471303097.

## Spoljašnje veze
- 2-ketoarginine+methyltransferase на 